# ヌマエラビル
ヌマエラビル（沼鰓蛭、学名：Ozobranchus jantseanus）は、エラビル科エラビル属の動物の一種である。日本や中国大陸の江蘇省、湖北省に分布し、カメの首や手足に寄生する。かつては和名をシナエラビルとしていた。

## 形態
体は頸部と胴部にはっきり区別出来る。体の側面から突出する11対の房状の鰓を持つのが大きな特徴。体長は10-15mmで、主たる部分は灰色、吸盤と頸部は無色。前吸盤は小さくて第一から第三体節を占める。口はその中央より前に開く。後吸盤は大きく、皿状で、胴体の幅にほぼ等しい。肛門はその背面にある。
胴体にある体環には大小の差があり、大小一つずつの組で一つの体節をなす。鰓はその側方から生じ、基部で二つに分かれ、その先で4-7の細糸状に分かれる。第二体環前縁の中央近くに一対の眼がある。雌雄の生殖孔は頸部腹面後端にあり、両者は体環1つ分だけ離れて開く。

## 生態
淡水産のカメ類の外部寄生虫として生息する。日本ではニホンイシガメとクサガメの2種が宿主となる。全国的な調査が行われた際には、同所的に生息する他種（ミナミイシガメ・アカミミガメ・スッポン）についても調べられたが発見されなかった。その後ミシシッピアカミミガメに寄生しているのも発見されたが、この際に卵塊は発見されなかった。しかし、学術調査ではない一般人による観測では、ミシシッピアカミミガメの甲羅にも卵塊は発見されている。
島根県で採集された例では、当初は背甲の上にいるのが確認されたが、精査するとそのほかに頭部の眼窩、嘴付近の口腔内、首と前脚の間の柔らかい皮膚、前脚後方部から発見された。他の観察例でも、背甲以外に、主として背甲の下側の柔らかな皮膚の部分からよく発見されている。また、背甲などに卵塊が付着しているのが観察されている。この類の別種では宿主上に全生活史にわたって生活することが知られているので、この種もそうであると考えられる。

## 分布
中国と日本に分布する。最初に中国揚子江で発見され、模式産地は湖北省武昌。丘浅次郎が新種として記載した。その後日本でも発見され、(岡田要, 内田清野助 & 内田亨 1965)には日本の分布として本州中部とのみ記されている。その後、より広範囲に調査が行われた結果、東は千葉県、石川県から西は山口県まで生息が確認された。また四国では北部で生息が確認出来たが、九州と南西諸島からは発見されていない。また、淡水産の亀の外部寄生者として類似の別種も確認されていない。

## 低温耐性
2014年に、このヒルが飛び抜けた低温耐性を持つことが分かった。
発見のきっかけになったのは、-80 ℃で半年間も冷凍保存していたクサガメを解凍したところ、その背中にいたこのヒルが動き出したのが見つかったことであった。このことからこのヒルを含む7種のヒルについて-90 ℃と-196 ℃で24時間凍結する実験をしたところ、本種のみはどちらの温度でも生き延びたのに対して、他の種では-90 ℃でも生存出来たものはいなかった。このことからこの性質が本種において非常に特異的なものであることがわかる。-90 ℃で保存した場合、最大32カ月にわたって生存したものがあり、8カ月までは全個体が生存していた。孵化直後の個体についてもこのような低温で生存出来た。このような低温耐性を示すものとして確認されているのはクマムシ類の Ramazzottius varieornatus と、ハエ目昆虫の Chymomyza costata しかなく、しかもこれらの場合、液体窒素等による低温体験時間は前者で15分、後者では時間のみである。また、これらの動物ではクリプトビオシスという一種の休眠状態でこれを発揮し、その際には凍結保護物質として働くトレハロースを生産するなど、一定時間をかけてその状態になる必要がある。だが、この種の場合、普通の状態から素早く低温にしてもこの能力を示し、トレハロース生産なども確認されていない。この間に生理的にこのような変化をするようすもない。また、この動物の生存している状況で、このような低温に晒される可能性は考えられず、この能力は環境への適応として持っているものではないと考えられる。

## 逸話
第二次大戦前の旧学校制度の下で京都大学理学部の入学試験は学科別に行われ、その中で動物学教室では人数が少ないこともあり、実物での試問が行われたことがあった。そこでこの種の標本が示されたことがあり、その分類学上の位置を答えることを求められた。宮地の筆は具体的に書いてはいないが、正解者はほぼいなかったようである。実際には標本では身体の収縮も激しく、その構造を理解するのは容易ではなかったらしい。ただ、この動物では房状の鰓が特殊化した構造としてあるが、これを無視すれば基本的構造は明らかにヒルであり、そのような基本的な体制を見抜くのが生物分類の基礎力でもある。それを試すテストであったとのことである。